# Sonic Advance
Sonic Advance – komputerowa gra platformowa z serii Sonic the Hedgehog wydana 3 lutego 2002 na platformie Game Boy Advance. Podobnie jak w poprzednich częściach serii, Sonic wraz ze swoimi towarzyszami musi powstrzymać antagonistę – Doktora Eggmana.